# 17 tháng 6
Ngày 17 tháng 6 là ngày thứ 168 (169 trong năm nhuận) trong lịch Gregory. Còn 197 ngày trong năm.

## Sự kiện
- 629 – Borandukht trở thành nữ hoàng đầu tiên của Đế quốc Sassanid Ba Tư, lãnh thổ đế quốc đạt cực đại trong thời gian bà trị vì.
- 1407 – Chiến tranh Minh - Đại Ngu: Sau khi bắt được Thái thượng hoàng Hồ Quý Ly vào hôm trước, quân Minh bắt được vua Hồ Hán Thương, nhà Hồ diệt vong.
- 1596 – Trong hành trình thứ ba nhằm tìm hải lộ phương Bắc, nhà thám hiểm người Hà Lan Willem Barentsz khám phá ra quần đảo Svalbard ở vùng Bắc cực.
- 1885 – Tượng Nữ Thần Tự Do được chở một cách an toàn đến cảng New York trên chiếc tàu hơi nước Isère của Pháp.
- 1902 – Anh Liễm Chi thành lập Đại Công báo tại Thiên Tân, đây là một trong những báo giấy Trung văn lâu năm nhất.
- 1924 - Đại hội lần thứ năm của Quốc tế cộng sản họp tại Moskva
- 1929 – Tại Hà Nội, các tổ chức cơ sở cộng sản ở Bắc Kỳ họp đại hội quyết định thành lập Đông Dương Cộng sản Đảng.
- 1930 – Nguyễn Thái Học, Phó Đức Chính cùng 11 đảng viên Quốc Dân đảng bị chính phủ bảo hộ Pháp chặt đầu do tiến hành Khởi nghĩa Yên Bái.
- 1944 – Iceland tuyên bố độc lập từ Đan Mạch.[1]
- 1953 – Bùng phát nổi dậy chống chính phủ quy mô lớn tại Cộng hòa Dân chủ Đức, binh sĩ Liên Xô đồn trú tiến hành can thiệp nhằm trấn áp.
- 1968 – Đảng Cộng sản Malaya phát động một cuộc phục kích nhằm vào lực lượng an ninh Malaysia, đánh dấu khởi đầu một cuộc nổi dậy cộng sản kéo dài trong hơn 30 năm.
- 1972 – Năm người bị bắt khi đột nhập văn phòng của Đảng Dân chủ tại Washington, D.C., khởi đầu vụ bê bối chính trị dẫn đến sự từ chức của Tổng thống Mỹ Richard Nixon hai năm sau đó.
- 1994- Khai mạc World Cup 1994 tại Hoa Kỳ

## Sinh
- 1888 - Heinz Guderian, Đại tướng Lục quân Đức (m. 1954)
- 1924 - Nguyễn Xuân Trang, Thiếu tướng Quân lực Việt Nam Cộng hòa (Mất 2015)
- 1945 - Eddy Merckx, tay đua xe đạp Bỉ
- 1945 - Frank Ashmore, diễn viên Mỹ
- 1978 - Uchishiba Masato, vận động viên judo Nhật Bản
- 1993 - Dương Tú Anh, á hậu – người mẫu Việt Nam

## Mất
- 1898 - Edward Burne-Jones, họa sĩ Anh (s. 1833)
- 1930 - Nguyễn Thái Học, người sáng lập Việt Nam Quốc dân Đảng, nhà cách mạng người Việt Nam (s. 1902)
- 1930 - Phó Đức Chính, là nhà cách mạng Việt Nam, là một trong những sáng lập viên và lãnh tụ của Việt Nam Quốc Dân Đảng (s. 1907)
- 1939 - Nguyễn Khắc Hiếu, hiệu Tản Đà, nhà thơ Việt Nam (s. 1889)
- 1954 - Tô Ngọc Vân, họa sĩ Việt Nam (s. 1906)
- 2006 - Nhạc sĩ Tâm Anh
- 2017 - Võ Dinh, Chuẩn tướng Quân lực Việt Nam Cộng hòa
- 2025 - Kim Long, Linh mục và Nhạc sĩ người Việt Nam